# Fagraea umbelliflora
Fagraea umbelliflora är en gentianaväxtart som beskrevs av Ernest Friedrich Gilg och Benedict. Fagraea umbelliflora ingår i släktet Fagraea och familjen gentianaväxter. Inga underarter finns listade i Catalogue of Life.